# Дружинина, Оксана Викторовна
Оксана Викторовна Дружинина (4 января 1973, Саратов — 7 июня 2025, Москва) — российский режиссёр, известная своей работой в Московском цирке Никулина на Цветном бульваре.

## Биография
Родилась 4 января 1973 года в Саратове. С детства увлекалась цирковым искусством: в 8 лет поступила в театрально-цирковую студию. Позже решила сосредоточиться на режиссуре, обучалась на эстрадном отделении училища культуры и начала заниматься с главным режиссёром Саратовского цирка Александром Закировым.
Спустя год после окончания школы Оксана Дружинина узнала о существовании в Государственном институте театрального искусства (ГИТИС) специальности «режиссура цирка» и поступила на дневное отделение. Ещё во время учёбы, за полтора года до окончания вуза, начала работать в Московском цирке на Цветном бульваре (Цирке Никулина), где стала ассистентом заслуженного деятеля искусств Российской Федерации, режиссёра и хореографа Валентина Гнеушева.
С 2006 года работала над постановкой телевизионного проекта «Звёзды в цирке» в Московском цирке Никулина на Цветном бульваре.
Соорганизатор Первого Московского международного фестиваля-конкурса циркового искусства. Постоянный режиссёр всех программ фестиваля в дальнейшие годы.
С 2016 по 2020 год занимала должность главного режиссёра цирка Никулина. Под её руководством были созданы программы «Шоу „Всё будет хорошо!“» и «Цирк со звёздами!».
Умерла 7 июня 2025 года в Москве в возрасте 52 лет.

## Награды и премии
В 2014 году Дружинина стала лауреатом Премии города Москвы в области литературы и искусства в номинации «Цирковое и эстрадное искусство».